# Филд, Маргарет
Маргарет Филд (англ. Margaret Field, 10 мая 1922, Хьюстон, штат Техас — 6 ноября 2011, Малибу, штат Калифорния) — американская актриса, которая снялась в более чем девяноста фильмах и телесериалах, в период между 1945—1973 годами. Мать актрисы Салли Филд.
Маргарет Филд получила наибольшую известность в период пятидесятых годов, после ролей в научно-фантастических фильмах. На более позднем этапе карьеры она в основном работала на телевидении, снимаясь в популярных в то время вестернах.
Когда её дочери Салли исполнилось 13 лет, Маргарет практически закончила свою актёрскую карьеру, чтобы сосредоточиться на своей семье. Она умерла на 65-летие своей дочери, 6 ноября 2011 года.

## Фильмография
- 1945 — Маленькая ведьма / The Little Witch — конферансье ночного клуба
- 1946 — Наши сердца росли / Our Hearts Were Growing Up — школьница
- 1946 — Двойной ритм / Double Rhythm — танцовщица
- 1946 — Голубые небеса / Blue Skies — танцовщица
- 1947 — Бабник / Ladies' Man  — девушка за коктейльным столом
- 1947 — Дама, далекая от совершенства / The Imperfect Lady — хористка
- 1947 — Пламя полудня / Blaze of Noon — няня
- 1947 — Добро пожаловать, незнакомец / Welcome Stranger — фотография Кузины Хэтти
- 1947 — Злоключения Полины / The Perils of Pauline — Джульетта в шоу
- 1948 — Разве это не романтично? / Isn’t It Romantic? — девушка
- 1948 — У ночи тысячи глаз / Night Has a Thousand Eyes — Агнес
- 1948 — Бледнолицый / The Paleface — гостья
- 1948 — Звон, шум, звон / Jingle, Jangle, Jingle — Норма Вильямс
- 1948 — Ритм рампы / Footlight Rhythm  — Лила Шор
- 1948 — Большие часы / The Big Clock  — вторая секретарша
- 1948 — Помимо славы / Beyond Glory — Кора
- 1948 — Тропический маскарад / Tropical Masquerade
- 1949 — Самсон и Далила / Samson and Delilah  — зрительница
- 1949 — Моя подруга Ирма / My Friend Irma — Элис, секретарь Райнелендера
- 1950 — Заплаченный полностью / Paid in Full — мать Бетси
- 1950 — Стремясь высоко / Riding High — девица
- 1950 — Это — маленький мир / It’s a Small World  — Джени в 16 лет
- 1950 — Современный брак / A Modern Marriage — Эвелин Браун — главная роль
- 1951 — Пришелец с планеты икс / The Man from Planet X — Энид Эллиот — главная роль
- 1951 — Ребёнок Дакоты / The Dakota Kid — Мэри Льюис
- 1951 — Юконский розыск / Yukon Manhunt — Полли
- 1951 — Цепь обстоятельств / Chain of Circumstance  — Делл Доусон — главная роль
- 1951 — Вальпараиская истрия / The Valparaiso Story
- 1952 — Сестра Кэрри / Carrie — служанка
- 1952 — Только для мужчин / For Men Only — госпожа Джулия Брайс
- 1952 — История Уилла Роджерса / The Story of Will Rogers — Салли Роджерс, сестра Уилла
- 1952 — Пленные женщины / Captive Women — Рут — главная роль
- 1952 — Рейдеры / The Raiders — Мэри Морелл
- 1953 —  Так это и есть любовь / So This Is Love — Эдна Уоллес
- 1956 — Блэкджек Кетчум, Сорвиголова / Blackjack Ketchum, Desperado — Нита Риордан
- 1956 — В Детройте / Inside Detroit — Барбара Линден — главная роль
- 1957 — Слим Картер / Slim Carter
- 1958  — Кул и Лам / Cool and Lam (ТВ) — Марион Дантон
- 1960 — Страсть в пыли / Desire in the Dust — Мод Уилсон
- 1961 — Удар Лас-Вегаса / Las Vegas Beat (ТВ) — Хелен Леопольд
- 1973 — Незнакомец / The Stranger  — медсестра